# Debden (Uttlesford)
Debden – wieś i civil parish w Anglii, w hrabstwie Essex, w dystrykcie Uttlesford. Leży 31 km na północny zachód od miasta Chelmsford i 59 km na północny wschód od Londynu. W 2011 roku civil parish liczyła 778 mieszkańców. Debden jest wspomniana w Domesday Book (1086) jako Deppedana.